# Grosse Sandspitze
Il Grosse Sandspitze (2.770 m s.l.m.) è la montagna più alta delle Alpi della Gail nelle Alpi Carniche e della Gail. Si trova nel Tirolo austriaco a sud della città di Lienz. È anche la montagna più alta delle cosiddette Dolomiti di Lienz.